# Matthew Eversmann
Matthew Eversmann, surnommé Matt, est un militaire américain. Il est notamment connu pour avoir participé à la bataille de Mogadiscio au sein du 75e régiment de rangers en octobre 1993.

## Biographie
En décembre 1987, il entre dans l'US Army au sein du 75e régiment de rangers stationné à Fort Benning.
En 1993, il participe à la bataille de Mogadiscio en tant que 1st sergeant au sein du 75e régiment de rangers où il commande quatorze soldats,,,,.
Il participe à la guerre d'Irak entre quinze et dix-huit mois,.
En 2008, il prend sa retraite militaire,.

## Postérité
Dans La Chute du faucon noir qui met en scène la bataille de Mogadiscio, son personnage est interprété par Josh Hartnett,,,.